# Área de conservación regional Ampiyacu Apayacu
El Área de conservación regional Ampiyacu Apayacu es un área protegida en el Perú.
Fue creado el 23 de diciembre de 2010, mediante D.S. n.º 024-2010-MINAM y abarca una extensión de 434 129.54 hectáreas en las provincias de Maynas y Ramón Castilla, en la región Loreto.
El área protege los bosques de selva baja amazónica al norte del río Amazonas lo que garantiza el acceso sostenible y partes altas de la cuenca del Ampiyacu y Apayacu son fuentes de agua que mantiene la fauna acuática, principal recurso de alimentación de 16 comunidades nativas que habitan en estas cuencas.
Cuenta con 1,500 especies de plantas que lo convierten en los más biodiversos. En el área habitan 207 especies de peces, 64 de anfibios, 40 de reptiles, 362 de aves y 60 de mamíferos.